# Gerheserbossen
De Gerheserbossen is de naam van een uitgestrekt boscomplex dat zich bevindt op de voormalige Gerheserheide, tussen Oostham en Heppen. Het gebied wordt beheerd door het Agentschap voor Natuur en Bos.
Omstreeks 1910 werd de heide met dennenbossen beplant ten behoeve van de productie van mijnhout. Ook tegenwoordig speelt houtproductie nog een rol, maar er wordt gestreefd naar een meer natuurlijk karakter van de bossen, waarbij ook de restanten van heide en vennen een rol spelen. Deze worden met elkaar verbonden. Nachtzwaluw en boskrekel vindt men in het gebied. Havik en zwarte specht broeden er.